# Peter Schreier (Lebensmittelchemiker)
Peter Schreier (* 18. Juli 1942 in Bromberg) ist ein deutscher Lebensmittelchemiker und Professor für Lebensmittelchemie.

## Werdegang
Peter Schreier verbrachte seine Kindheit und Schulzeit im Saarland. Nach dem Abitur 1961 in St. Ingbert, zweijähriger Praktikantenzeit in Dudweiler und anschließenden Studien der Pharmazie in Freiburg im Breisgau (Abschluss 1966) sowie Lebensmittelchemie in Saarbrücken (Abschluss 1969) wurde er, betreut von  Werner Heimann, 1971 an der Uni/TH Karlsruhe zum Dr. rer. nat. promoviert. Er wechselte 1972 an die TU München, wo er am Institut für Lebensmitteltechnologie und Analytische Chemie auf dem Gebiet der Aromaforschung tätig war und 1976 die Lehrberechtigung für „Chemie und chemische Technologie der Lebensmittel“ erhielt. In diese Zeit fielen auch Postdoc-Aktivitäten in Kanada und USA. Von den 1980 an ihn ergangenen Rufen an die Universitäten Münster (C3-Professur) und Würzburg nahm er den letzteren auf den dort neu geschaffenen Lehrstuhl für Lebensmittelchemie an. 
Er blieb an der Universität Würzburg bis zu seiner Pensionierung im Jahr 2008; einen 1990 an ihn ergangenen Ruf an die TU München als Nachfolger seines Mentors Drawert hat er abgelehnt.
Von 2004 bis 2013 war er Chefherausgeber der Zeitschrift Molecular Nutrition & Food Research und war zudem Mitherausgeber im Bereich Lebensmittelchemie des Römpp Lexikons Chemie. Bis 2016 leitete er das Open Access Journal Nutrition and Medicine. Er gehört zur Gruppe der fachspezifisch meistzitierten Autoren.

## Forschung
In der Forschung setzte Peter Schreier seine an der TU München begonnene Tätigkeit auf dem Gebiet der Analytik, Biogenese und Biotechnologie von Aromastoffen fort und erweiterte seine Aktivitäten durch Studien von Enzymen mit Relevanz für die Biotechnologie und die asymmetrische organische Synthese. Diese Forschungsbereiche wurden in den letzten Jahren seiner wissenschaftlichen Tätigkeit durch Arbeiten über die biologische Funktionalität sekundärer Pflanzeninhaltsstoffe ergänzt. Auch die zusammen mit dem Biozentrum Würzburg durchgeführten tierökologischen Studien fallen in die jüngere Zeit.
Aus Peter Schreiers Arbeitskreis gingen über hundert Dissertationen hervor; international und national entstammen sieben Professoren seiner Schule. Seine Publikationsliste umfasst fast 500 wissenschaftliche Beiträge und elf Monographien (davon neun als Herausgeber).
In der akademischen Selbstverwaltung der Universität hat Peter Schreier Aufgaben als Prodekan, Dekan und Senator sowie als Mitglied der Bibliothekskommission der Fakultät für Chemie und Pharmazie übernommen. Bei seiner Mitarbeit in Fachgremien sind seine Tätigkeiten als Mitglied des wissenschaftlichen Beirats der Deutschen Forschungsanstalt in München und bei der Deutschen Forschungsgemeinschaft und dem Wissenschaftsrat zu nennen.

## Monographien

### Autor
- Chromatographic studies of biogenesis of plant volatiles, Hüthig, Heidelberg, Basel, New York, 1984
- Analysis of chiral organic molecules (zusammen mit Alexander Bernreuther, Manfred Huffer), de Gruyter, Berlin, 1995
- 1955 – Notizen aus Frankreich, Deutschland und der Saar, Shaker Media, Aachen, 2015
- Der Habilitand oder Der Scholar und sein Mentor, Leipziger Universitätsverlag, Leipzig, 2022

### Herausgeber
- Flavour 81, de Gruyter, Berlin, 1981
- Analysis of volatiles, de Gruyter, Berlin 1984
- Topics in flavour research (zusammen mit Ralph G. Berger, Siegfried Nitz), Eichhorn, Freising, 1985
- Bioflavour 87, de Gruyter, Berlin, 1988
- Progress in flavour research (zusammen mit Peter Winterhalter), Allured Publ., Carol Stream, IL 1993
- Bioflavour 95 (zusammen mit Pierre Etiévant), INRA, Paris, 1995
- Natural product analysis (zusammen mit Markus Herderich, Hans Ulrich Humpf, Wilfried Schwab), Vieweg, Braunschweig, 1998
- Selective reactions of metal-activated molecules (zusammen mit Helmut Werner), Vieweg, Braunschweig, 1998
- Römpp Lexikon Lebensmittelchemie, 2. Aufl. (zusammen mit Gerhard Eisenbrand), Thieme, Stuttgart, 2006